# Unió Ciclista Internacional
La Unió Ciclista Internacional (francès: Union Cycliste Internationale, UCI) és la unió ciclista professional que regeix les competicions ciclistes en l'àmbit internacional. La seva seu central es troba a Aigle (Vaud). L'actual president és el francès David Lappartient.
L'UCI expedeix les llicències professionals als ciclistes i s'encarrega de fer complir les normatives, com per exemple en matèria de dòping. També s'encarrega de les classificacions de les curses i els sistemes de puntuació en diverses disciplines ciclistes, com ara el ciclisme de muntanya, el ciclisme en ruta o el ciclisme en pista, tant per a homes com per a dones, aficionats o professionals. També organitza els mundials de ciclisme en ruta (en els quals es competeix per seleccions en lloc de per equips), en diferents disciplines i categories. Els guanyadors d'aquests mundials tenen el dret de portar un maillot irisat especial durant l'any següent, i podran dur les mànigues i el coll del mallot de color irisat durant la resta de llurs carreres.

## Història
L'UCI va ser fundada el 14 d'abril del 1900 a París per les federacions ciclistes nacionals de Bèlgica, els Estats Units, França, Itàlia i Suïssa.
El 2004, l'UCI va construir un nou velòdrom de 200 metres al centre ciclista de nova construcció, al costat de la seva seu a Aigle.

### Presidents
| Nom                | País          | Presidència |
| ------------------ | ------------- | ----------- |
| Emile de Beukelaer | Bèlgica       | 1900-1922   |
| Léon Breton        | França        | 1922-1936   |
| Max Burgi          | Suïssa        | 1936-1939   |
| Alban Collignon    | Bèlgica       | 1939-1947   |
| Achille Joinard    | França        | 1947-1958   |
| Adriano Rodoni     | Itàlia        | 1958-1981   |
| Luis Puig          | País Valencià | 1981-1990   |
| Hein Verbruggen    | Països Baixos | 1991-2005   |
| Pat McQuaid        | Irlanda       | 2005-2013   |
| Brian Cookson      | Regne Unit    | 2013-2017   |
| David Lappartient  | França        | 2017-       |

## Copa del Món UCI i UCI ProTour

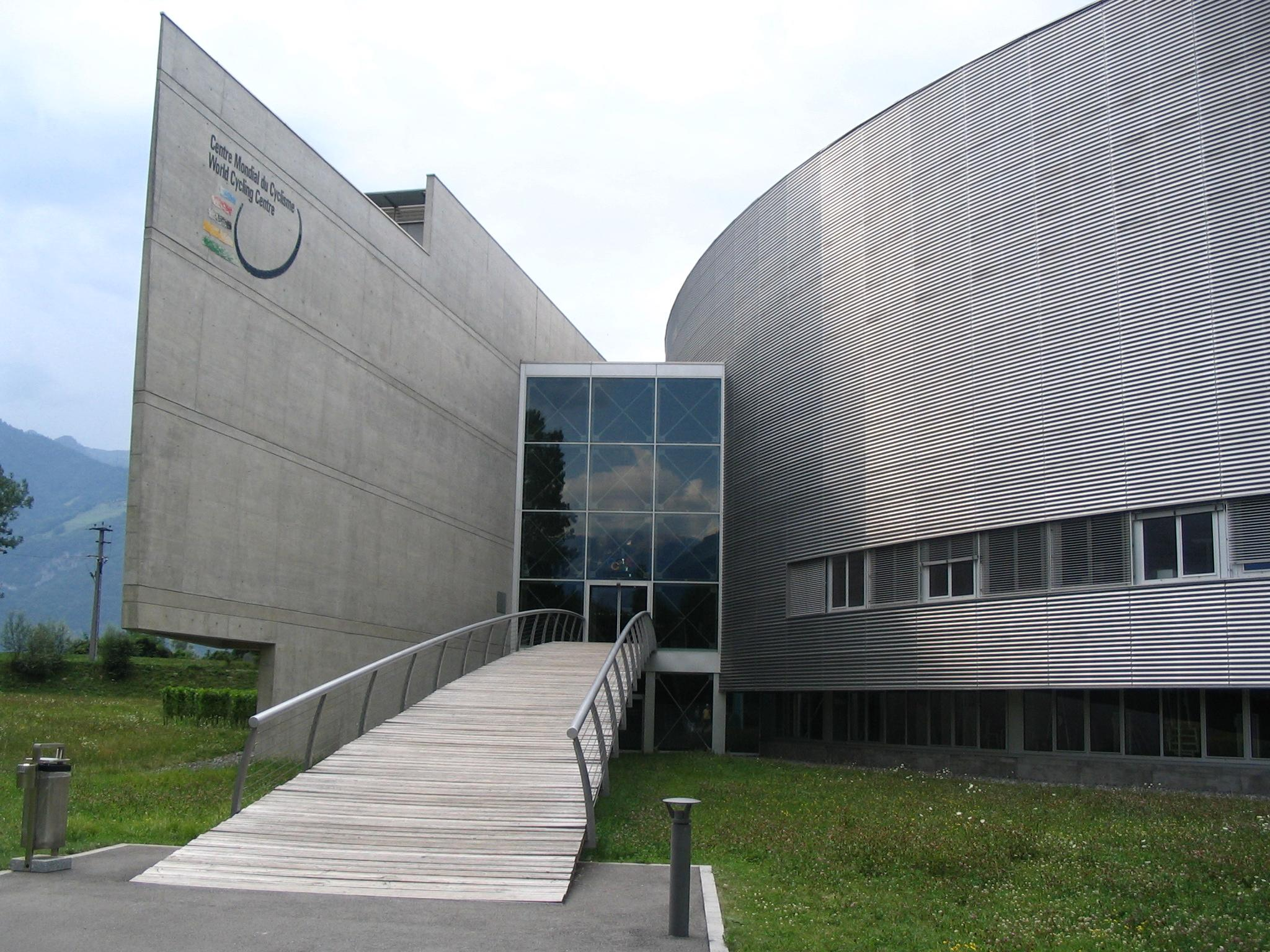
Entrada de la seu central de l'UCI a Aigle (Suïssa)

Des del 1988 fins al 2004, l'UCI va organitzar la Copa del Món UCI, una competició a temporada completa que comprenia gairebé totes les curses d'un dia més importants. El 2005, va ser substituïda per l'UCI ProTour, una competició que també inclou les grans voltes i altres curses per etapes i d'un dia,

## BTT
En el ciclisme de muntanya, els mundials de ciclisme de muntanya són la competició més important i prestigiosa de cada any. La Copa del Món UCI de ciclisme de muntanya és una sèrie de curses que se celebra anualment des del 1991.